# Christian Hedinger
Christian Hedinger (* 5. September 1967) ist ein ehemaliger Schweizer Fussballspieler.

## Karriere
Hedinger spielte zwischen 1986 und 1989 insgesamt 38 Pflichtspiele (Meisterschaft und Cup-Spiele) für den FC Zürich. Leider gelang ihm dabei kein Torerfolg. Nach seiner Zeit beim FC Zürich wechselte er zum FC Glarus, welche zu diesem Zeitpunkt ebenfalls in der NLB, der zweithöchsten Liga des Landes spielten. Dort blieb der Abwehrspieler bis 1991, als er zum FC Bayern München wechselte und dort in der zweiten Mannschaft zum Einsatz kam. Bereits im Folgejahr wechselte er zum neugegründeten FC Starnberg, der in der damals viertklassigen Oberliga Bayern angesiedelt war. Nach dem Abstieg und der darauf folgenden Auflösung des Vereins im Jahr 2001 fand Hedinger keinen neuen Verein.